# 731.
◄ | 7. stoljeće | 8. stoljeće | 9. stoljeće | ►
◄ | 700-ih | 710-ih | 720-ih | 730-ih | 740-ih | 750-ih | 760-ih | ►
◄◄ | ◄ | 728. | 729. | 730. | 731. | 732. | 733. | 734. | ► | ►►
Astronomija • Književnost • Kršćanstvo • Pravo • Promet

## Smrti
- 11. veljače – Grgur II., papa (* 669.)

## Vanjske poveznice
|  | Zajednički poslužitelj ima još gradiva o temi 731. |